# Jill Donohue
Jill Francis Marie Donohue, född 15 mars 1940 i Oscars församling i Stockholm, är en svensk-amerikansk skådespelerska. Hon är dotter till regissören Jack Donohue och skådespelerskan Tutta Rolf samt halvsyster till filmklipparen Tom Rolf.
Donohue hade på 1960-talet filmkontrakt och medverkade bland annat i John Wayne-filmen Hellfighters (1968).
Hon var 1960–1965 gift med racerföraren Ulf Norinder (1934–1978) och 1981–1986 med skådespelaren Stacy Keach (född 1941).

## Filmografi i urval
- 1956 – Dragnet (TV-serie)
- 1959 – 13 Demon Street (TV-serie)
- 1959 – Mannen utan ansikte
- 1959 – Nattkörning
- 1964 – Burke's Law (TV-serie)
- 1965 – Winter A-Go-Go
- 1966 – I Spy (TV-serie)
- 1966–1967 – Tarzan (TV-serie)
- 1967 – Mr. Terrific (TV-serie)
- 1967 – Ironside (TV-serie)
- 1968 – Nobody's Perfect
- 1967–1968 – The Virginian (TV-serie)
- 1968 – The Name of the Game (TV-serie)
- 1968 – Hogans hjältar (TV-serie)
- 1968–1969 – It Takes a Thief (TV-serie)
- 1968–1970 – Dragnet 1967 (TV-serie)
- 1970 – San Francisco International Airport (TV-serie)
- 1995 – Hart to Hart: Secrets of the Hart (TV-serie)